# علم الفراسة

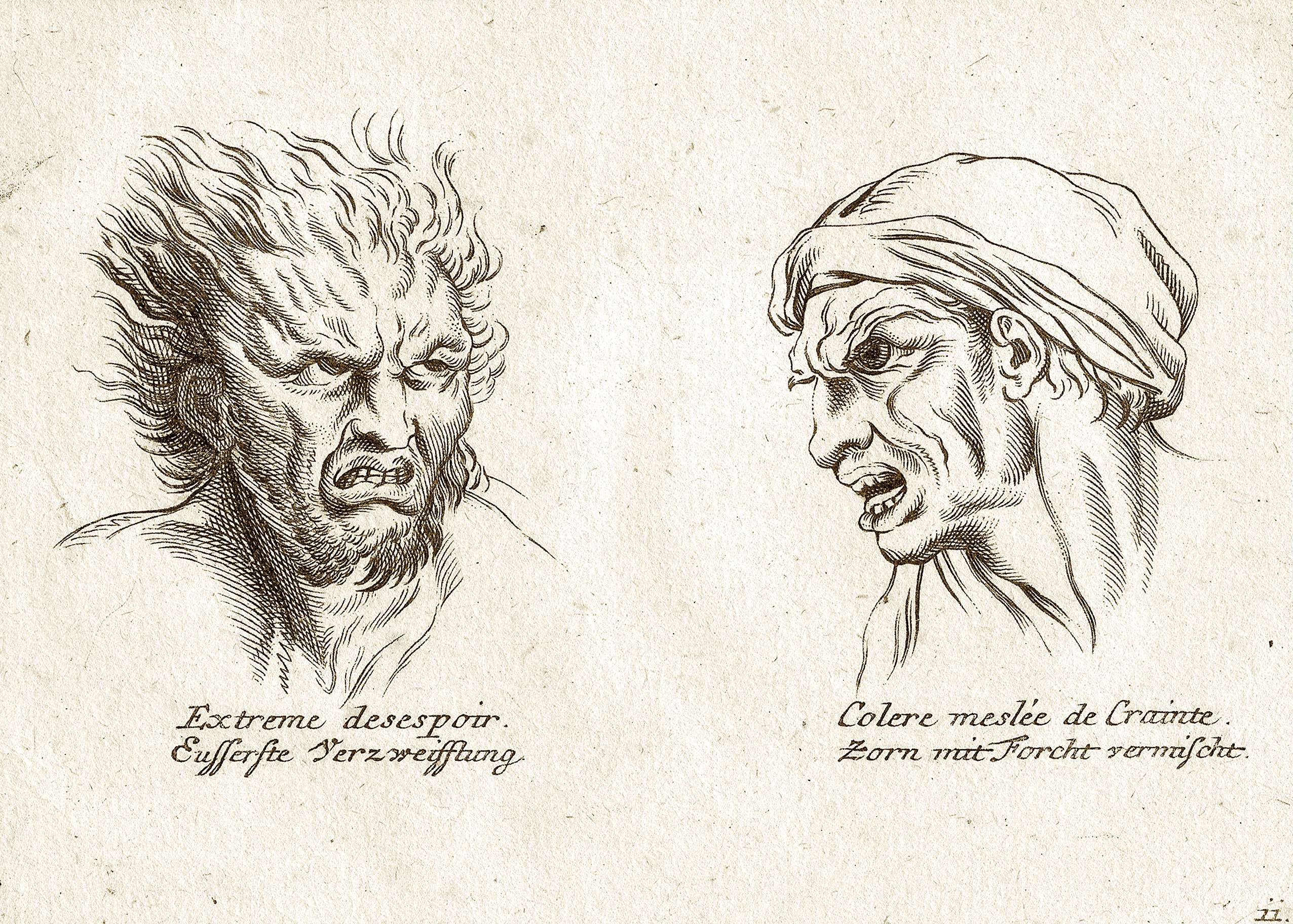
رسم توضيحي نموذجيّ مأخوذ من كتاب حول علم الفراسة يعود للقرن التاسع عشر. يظهر الوجه على اليسار تحت تعليق "اليأس المدقع"، أما الوجه على اليمين فوصف بتعليق "غضب ممزوج بالخوف"

الفِراسة أو علم الفِراسة هو نظرية نفسية تستخدم لوصف شخصية الإنسان وعرفت بواسطة معلم القرن العشرين البلجيكي بول بوتس. توافق الفراسة في شكلها الأساسي تعريف العلوم الزائفة، وهذه النظرية تعتبر قائمة على علم الفراسة وتتضمن بعض المبادئ الخاصة بعلم دراسة الرموز وعلم الجرافولوجي.
لا يوجد أي دليل واضح على أن مهارات الفراسة حقيقة ويمكن اكتسابها، ذلك بالرغم من إشارة بعض الدراسات الحديثة أن تعابير وجه الإنسان «تحتوي على نواة الحقيقة» يمكن من خلالها إظهار شخصية الإنسان.

## تاريخ علم الفراسة
الفراسة عند العرب ((علم من العلوم الطبيعية تعرف بهِ أخلاق وطبائع الناس الباطنة من النظر إلى أحوالهم الظاهرة كالألوان والأشكال والأعضاء أو هي الاستدلال بالخلق الظاهر على الخلق الباطن)). وأما الإفرنج فيسمونه بلسانهم (physiognomy) وهو اسم يوناني الأصل مركب من لفظين معناهما (قياس الطبيعة أو قاعدتها) والمراد بهِ هنا الاستدلال على قوى الإنسان وأخلاقه بالنظر إلى ظواهر جسمه.
وبالإغريقية الفراسة يعني الفزيوجنومية (يونانية φυσις physis وتعني الجسم وγνομε gnome وتعني معرفة) وبذلك يكون معنى الكلمة معرفة الجسم وهو اسم لمجال شبه علمي أو فن قراءة واستخلاص مكونات الشخصية بمجرد دراسة المظهر الخارجي للجسم وخاصة الوجه. وكان هذا التيار يعتبر من المعارف السرية في التاريخ القديم إلا أنه حظى بانتشار واسع في القرن 19 و 20 وفي أوروبا أتخذت الفراسة بالإضافة إلى أشياء أخرى كتعليل للعنصرية والأوجينية.

## فراسة العوامل النفسية
وهي عبارة عن نظرية نفسية تستخدم لوصف شخصية الإنسان وتعرف بواسطة معلم القرن العشرين البلجيكي بول بوتس. وهذه النظرية تعتبر قائمة على علم الفراسة وتتضمن بعض المبادئ الخاصة بعلم دراسة الرموز وعلم الجرافولوجي.

## مواقف ومشاهد للفراسة عند العرب
يتحدث كتاب نوادر الكتب: غريبها وطريفها الصادر عن دار العبيكان لمحمد خير يوسف، عن موضوعات طريفة وغريبة، نتوقف منها عند كتاب الفراسة لابن قيم الجوزية، ويعرض لأشهر مواقف الفراسة عند العرب:
- كان شريح لهُ فراسة وفطنة، قال الشعبي: شهدت شُريحاً - وجاءته امرأة تخاصم رجلاً - فأرسلت عينيها وبكت، فقلت يا أبا أمية، ما أظن هذ البائسة إلا مظلومة؟ فقال: يا شعبي، إن إخوة يوسف جاؤوا أباهم عشاء يبكون.
- وتقدم إلى إياس بن معاوية أربع نسوة. فقال إياس: أما إحداهن فحامل، والأخرى مرضع، والأخرى ثيب، والأخرى بكر. فنظروا فوجدوا الأمر كما قال. قالوا: كيف عرفت؟ فقال: أما الحامل فكانت تكلمني وترفع ثوبها عن بطنها فعرفت أنها حامل، وأما المرضع: فكانت تضرب ثدييها فعرفت أنها مرضع، وأما الثيب: فكانت تكلمني وعينها في عيني فعرفت أنها ثيب، وأما البكر: فكانت تكلمني وعينها في الأرض فعرفت أنها بكر.
- وقال نعيم بن حماد، عن إبراهيم بن مرزوق البصري: كنا عند إياس بن معاوية قبل أن يُستقضى، وكنا نكتب عنه الفراسة كما نكتب عن المحدث الحديث، إذ جاء رجل فجلس على دكان مرتفع بالمربد، فجعل يترصد الطريق. فبينما هو كذلك إذ نزل فاستقبل رجلاً، فنظر إلى وجههِ، ثم رجع إلى موضعه، فقال إياس: قولوا في هذا الرجل. قالوا: ما نقول؟ رجل طالب حاجة. فقال: هو معلم صبيان، قد أبق لهُ غلام أعور. فقام إليه بعضنا فسأله عن حاجته؟ فقال: هو غلام لي آبق. قالوا وما صفته؟ قال كذا وكذا وإحدى عينيه ذاهبة، قلنا وما صنعتك؟ قال: أعلم الصبيان! قلنا لإياس: كيف علمت ذلك؟ قال: رأيته جاء، فجعل يطلب موضعاً يجلس فيه، فنظر إلى أرفع شئ يقدر عليه فجلس عليه. فنظرت في قدره فإذا ليس قدره قدر الملوك، فنظرت فيمن اعتاد في جلوسه جلوس الملوك فلم أجدهم إلا المعلمين، فعلمت أنه معلم صبيان. فقلنا: كيف علمت أنه أبق له غلام؟ قال: إني رأيته يترصد الطريق، ينظر في وجوه الناس.قلنا: كيف علمت أنه أعور؟ قال: بينما هو كذلك إذ نزل فاستقبل رجلاً قد ذهبت إحدى عينيه، فعلمت أنه اشتبه عليه بغلامه.
- من فراسة الحسين بن علي، أن رجلاً ادعى عليه مالاً، فقال الحسين: ليحلف على ما ادعاه ويأخذه. فتهيأ الرجل لليمين وقال: والله الذي لا إله إلا هو. فقال الحسين: قل! والله والله والله- ثلاثاً إن هذا الذي يدعيه عندي، وفي قلبي. ففعل الرجل ذلك. وقام، فاختلفت رجلاه وسقط ميتاً! فقيل للحسين: لم فعلت ذلك؟ أي عدلت عن قوله: والله الذي لا إله إلا هو، إلى قوله “والله” ثلاثاً فقال: كرهت أن يُثني على الله، فيحلم عنه.
- من عجيب الفراسة ما ذكر عن أحمد بن طولون، أنه رأى يوماً حمالاً يحمل صناً - وهو وعاء شبه السلة يوضع فيه الخبز -وهو يضطرب تحته فقال: لو كان هذا الاضطراب من ثقل المحمول لغاصت عنق الحمال، وأنا أرى عنقه بارزة، وما أرى هذا الأمر إلا من خوف. فأمر بحط الصن، فإذا فيه جارية مقتولة وقد قطعت! فقال: أربعة نفر في الدار الفلانية أعطوني هذه الدنانير، وأمروني بحمل هذه المقتولة. فضربه، وقتل الأربعة.
- وكان أحمد بن طولون يتنكر ويطوف بالبلد يسمع قراءة الأئمة. فدعا ثقته، وقال: خذ هذه الدنانير وأعطها إمام مسجد كذا فإنه فقير مشغول القلب. ففعل، وجلس معه وباسطه، فوجد زوجته قد ضربها الطلق، وليس معهُ ما يحتاج إليه. فقال: صدق، عرف شغل قلبه في كثرة غلطهِ بالقراءة.
- دخل معن بن زائدة على المنصور، فقارب في خطوه، فقال له المنصور: كبرت سنك يا معن. قال: في طاعتك يا أمير المؤمنين. قال: إنك لجَلَد. قال: على أعدائك. قال: وإن فيك لبقية. قال: وهي لك!
- خرج عمر بن الخطاب يعس في المدينة في الليل، فرأى ناراً موقدة في خباء، فوقف وقال: يا أهل الضوء. وكره أن يقول يا أهل النار.
- كان لبعض القضاة جليس أعمى، فكان إذا أراد أن ينهض يقول: يا غلام اذهب مع أبي محمد. ولا يقول: خذ بيده. قال: والله ما أخل بها مرة واحدة.
- قضى علي رضي الله عنه في مولود ولد له رأسان وصدران في حقو واحد، فقالوا: أيورث ميراث اثنين أم ميراث واحد؟ فقال يترك حتى ينام، ثم يصاح به، فإن انتبها جميعاً كان له ميراث واحد، وإن انتبه واحد وبقي الآخر: كان له ميراث اثنين.